# Адриана фон Ханау
Адриана фон Ханау-Мюнценберг (на немски: Adriana von Hanau-Munzenberg) е графиня от Ханау-Мюнценберг и чрез женитба графиня на Золмс-Лих.

## Биография
Родена е на 1 май 1470 година в Ханау. Тя е дъщеря на граф Филип I фон Ханау-Мюнценберг (1449 – 1500) и съпругата му Адриана фон Насау-Диленбург (1449 – 1477), дъщеря на граф Йохан IV фон Насау-Диленбург (1410 – 1475) и графиня Мария от Лоон-Хайнсберг (1424 – 1502). Сестра е на Райнхард IV фон Ханау-Мюнценберг (1473 – 1512).
Адриана фон Ханау се омъжва на 15 февруари 1489 г. в Ханау за далечния си роднина граф Филип фон Золмс-Лих (* 15 август 1468; † 3 октомври 1544), син на граф Куно фон Золмс-Лих (1420 – 1477) и на Валпургис фон Даун-Кирбург (1440 – 1493). Tой е между 1506 и 1514 г. съветник в императорския двор на императорите Максимилиан I и Карл V и при курфюрст Фридрих III от Саксония, при ландграф Филип I фон Хесен. Той поддържа изкуството и архитектурата.
Адриана фон Ханау-Мюнценберг ражда дванадесет деца. Тя умира на 12 април 1524 г. на 53 години и е погребана в църквата в Лих. Филип фон Золмс-Лих се жени втори път за Валпурга Линденлауб, с която има шест деца, които умират като бебета.

## Деца
Адриана фон Ханау-Мюнценберг и граф Филип фон Золмс-Лих имат дванадесет деца:
- Валпургия фон Золмс-Лих (* 28 октомври 1490; † 1527), монахиня в манастир Мариенборн
- Райнхард I фон Золмс-Лих (* 12 октомври 1491; † 23 септември 1562) ∞ графиня Мария фон Сайн (1505 – 1586)
- Доротея фон Золм-Лих (* 25 януари 1493; † 8 юни 1578), ∞ граф Ернст II фон Мансфелд-Фордерорт (1479 – 1531)
- Анна фон Золмс-Лих (* 12 април 1494; † 20 август 1509, 20 май 1510)
- Елизабет фон Золмс-Лих (* 19 май 1495; † сл. 1502)
- Ото I фон Золмс-Лих (* 11 май 1496; † 14 май 1522) ∞ на 7 септември 1519 г. херцогиня Анна фон Мекленбург (1485 – 1525)
- Куно фон Золмс-Лих (* 29 март 1497; † 149?)
- Урсула фон Золмс-Лих (* 28 юни 1498; † сл. 1517)
- Йохан фон Золмс-Лих (* 30 ноември 1499; † сл. 3 юли 1500)
- Аполония фон Золмс-Лих (* 11 ноември 1502; † сл. 12 ноември 1518)
- Мария фон Золмс-Лих (* 1 февруари 1504; † октомври 1504)
- Катарина фон Золмс-Лих (* 4 септември 1507; † сл. 12 ноември 1518)